# Andrés Sapelak
Andrés Sapelak SDB (Ryszkowa Wola, Polônia, 13 de dezembro de 1919 - Wynnyky, 6 de novembro de 2017) foi bispo católico da Eparquia de Santa María del Patrocinio em Buenos Aires.
Andrés Sapelak entrou na ordem dos Salesianos de Dom Bosco, fez a profissão solene em 29 de junho de 1946 e foi ordenado sacerdote em 29 de junho de 1949.
Em 14 de agosto de 1961 foi nomeado pelo Papa Paulo VI nomeado bispo auxiliar no ordinariato dos fiéis bizantinos na Argentina e bispo titular de Sebastópolis na Trácia. Em 15 de outubro de 1961, o arcebispo da Cúria, Dom Ivan Bucko, ordenou-o bispo. Os co-consagradores foram o Arcebispo Coadjutor de Belgrado, Gabrijel Bukatko, e o Exarca Apostólico do Exarcado da França, Volodymyr Malanczuk CSsR.
Ele participou de todas as quatro sessões do Concílio Vaticano II como padre conciliar.
Em 9 de fevereiro de 1968 foi nomeado pelo Papa Paulo VI exarca arquiepiscopal da Argentina e, com a instituição da Eparquia de Santa María del Patrocinio em Buenos Aires, seu primeiro bispo em 24 de abril de 1978.
O Papa João Paulo II aceitou sua renúncia por idade em 12 de dezembro de 1997.